# Jared Padalecki
Jared Tristan Padalecki (San Antonio, 19 de julio de 1982) es un actor estadounidense. Comenzó a tener interés en la actuación a los 12 años y tras graduarse de la secundaria, se mudó a Los Ángeles (California) en busca de oportunidades y saltó a la fama en el año 2000 con su papel en la serie Gilmore Girls, para la cual grabó 63 episodios. También apareció en películas como New York Minute (2004), El vuelo del Fénix (2004) y La casa de cera (2005).
En 2005, fue seleccionado para interpretar a Sam Winchester en la serie Supernatural, la cual se convirtió en un éxito en términos de audiencia y en críticas, hecho que llevó a The CW a extenderla por quince temporadas, con lo que se convirtió en el programa de fantasía más largo de la televisión estadounidense y en el más longevo del canal. Gracias a su trabajo en dicha serie, fue reconocido en los Teen Choice Awards y People's Choice Awards.
Tras la culminación de Supernatural, protagonizó la serie Walker con el personaje titular. Por otra parte, Padalecki ha apoyado a varias asociaciones benéficas en favor de la salud mental. Desde 2010, está casado con la actriz Genevieve Cortese, con quien tiene tres hijos.

## Biografía

### 1982-2004: primeros años e inicios como actor
Jared Tristan Padalecki nació el 19 de julio de 1982 en la ciudad de San Antonio, ubicada en el estado de Texas (Estados Unidos), hijo de Gerald y Sherri Padalecki. Tiene ascendencia polaca por su padre (de allí su apellido), así como británica, francesa y alemana por su madre. Asistió a la James Madison High School y destacó considerablemente en sus estudios, llegando a ganar un concurso nacional de debate y haber sido candidato a la presidencia escolar. Comenzó a tomar clases de actuación aproximadamente a los 12 años, y en 1999 ganó un concurso realizado por el canal Fox con el que recibió un pase a los Teen Choice Awards de ese año, donde conoció a un agente que le consiguió un papel menor en la película A Little Inside. Aunque tenía intenciones de estudiar en la Universidad de Texas, en el 2000 decidió mudarse a Los Ángeles (California), para forjar una carrera como actor. El mismo año, se catapultó a la fama apareciendo de forma recurrente en la serie Gilmore Girls, donde más tarde pasaría a ser protagonista. Ocasionalmente, apareció en la serie ER y en el telefilme A Ring of Endless Light.

### 2005-2020:Supernatural
Tras su salida de Gilmore Girls, a mediados de 2004, Padalecki apareció en películas como El vuelo del Fénix (2004) y La casa de cera (2005), ambas exitosas en taquilla. En 2005, fue elegido por The CW para protagonizar la serie Supernatural con el papel de Sam Winchester. La serie tuvo elevados índices de audiencia y obtuvo reseñas favorables por parte de la crítica, lo que llevó al canal a renovarla año tras año para nuevas temporadas, al punto de convertirse en la serie de fantasía más larga en la historia de Norteamérica y en uno de los programas con mayor tiempo de emisión en la televisión estadounidense, así como en el más duradero del canal. Su trabajo le valió numerosas nominaciones a los Teen Choice Awards, los People's Choice Awards y los Critics' Choice Super Awards. Aunque se enfocó solo en Supernatural durante finales de los 2000, realizó pequeños papeles en Room 401 y Viernes 13 (2009). En 2011, dio inicio una serie de anime de Supernatural, donde Padalecki prestó su voz para el papel de Sam.

### 2021-presente:Walkery proyectos futuros
Tras la culminación de Supernatural, Padalecki protagonizó la serie Walker, un reinicio de Walker, Texas Ranger.

## Vida personal y filantropía
Padalecki comenzó una relación con la actriz Sandra McCoy hacia mediados de 2005 luego de haberse conocido en el rodaje de Supernatural. La pareja se comprometió abril de 2008 durante un viaje de vacaciones en París (Francia), pero finalizaron la relación dos meses después. Tras ello, Padalecki inició una relación con la actriz Genevieve Cortese, a quien conoció durante las grabaciones de la cuarta temporada de Supernatural a mediados de 2008. Ambos se comprometieron en octubre de 2009 y se casaron el 27 de enero de 2010 en la casa de la actriz en Sun Valley (Idaho). En marzo de 2012, tuvieron a su primer hijo, Thomas Colton Padalecki, y posteriormente, en diciembre de 2013, tuvieron al segundo, Austin Shepherd Padalecki. En noviembre de 2016, anunciaron que estaban esperando a su tercer hijo. Luego ambos confirmaron que se trataba de una niña, y esta nació el 17 de marzo de 2017 bajo el nombre de Odette Elliott Padalecki.
Por otra parte, Padalecki fue diagnosticado con trastorno depresivo mayor en 2007. En marzo de 2015, lanzó una campaña por el sitio Represent.com llamada Always Keep FIghting para recaudar fondos para la fundación To Write Love on Her Arms, que busca ayudar a personas con depresión, ansiedad y pensamientos suicidas. En los meses siguientes, continuó realizando campañas a través del mismo sitio. El 1 de diciembre de 2016, lanzó junto a Jensen Ackles y Misha Collins otra campaña llamada Supernatural Family Love a través de Creation Stands, cuyo objetivo era recaudar fondos para ayudar a familias y niños necesitados a lo largo del mundo incapaces de celebrar la Navidad.

## Filmografía

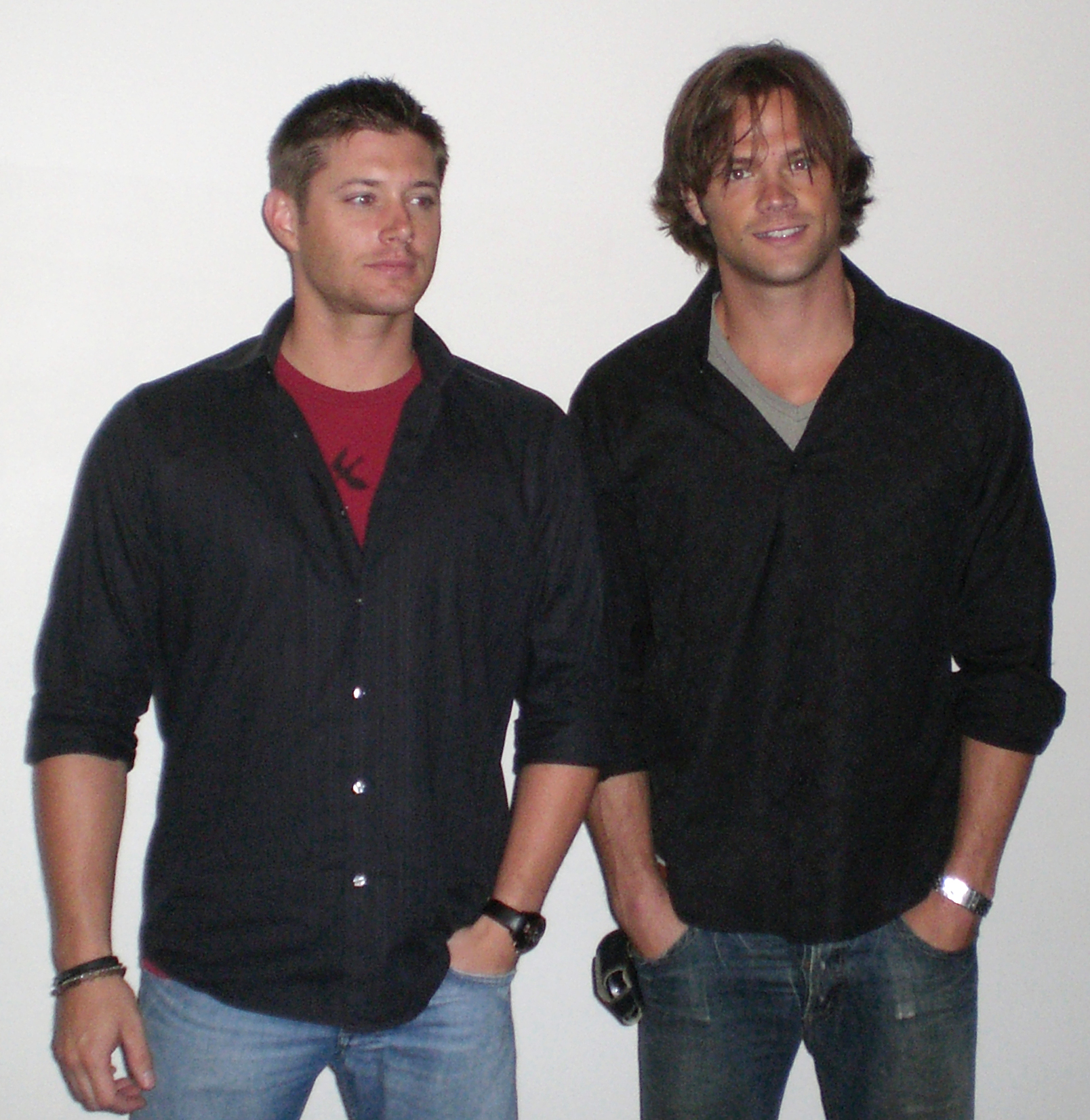
Jared Padalecki en 2008 junto a su mejor amigo y compañero de reparto en Supernatural, Jensen Ackles.

| Año  | Título               | Rol            | Notas         |
| ---- | -------------------- | -------------- | ------------- |
| 1999 | A Little Inside      | Matt Nelson    |               |
| 2003 | Cheaper by the Dozen | Bravucón       | No acreditado |
| 2004 | New York Minute      | Trey Lipton    |               |
| 2004 | El vuelo del Fénix   | John Davis     |               |
| 2005 | La casa de cera      | Wade Felton    |               |
| 2005 | Cry Wolf             | Tom Jordan     |               |
| 2007 | House of Fears       | J.P.           | No acreditado |
| 2008 | Christmas Cottage    | Thomas Kinkade |               |
| 2009 | Viernes 13           | Clay Miller    |               |

| Año       | Título                            | Rol            | Notas |
| --------- | --------------------------------- | -------------- | --- |
| 2000      | Silent Witness                    | Sam            | Telefilme                                                                                                  |
| 2000-2007 | Gilmore Girls                     | Dean Forester  | 63 episodios Recurrente (temporada 1) Elenco principal (temporadas 2-3) Invitado especial (temporadas 4-5) |
| 2001      | ER                                | Paul Harris    | Episodio: «Piece of Mind»                                                                                  |
| 2002      | A Ring of Endless Light           | Zachery Gray   | Telefilme                                                                                                  |
| 2003      | Young MacGyver                    | Clay MacGyver  | Episodio piloto no aprobado                                                                                |
| 2005-2020 | Supernatural                      | Sam Winchester | 327 episodios Elenco principal                                                                             |
| 2007      | Room 401                          | Él mismo       | 8 episodios                                                                                                |
| 2011      | Supernatural: The Anime Series    | Sam Winchester | Voz (22 episodios)                                                                                         |
| 2016      | Gilmore Girls: A Year in the Life | Dean Forester  | Episodio: «Fall»                                                                                           |
| 2021-2024 | Walker                            | Cordell Walker | Protagonista                                                                                               |

## Premios y nominaciones
| Año  | Premiación                   | Nominado por    | Categoría                                                                   | Resultado | Ref.   |
| ---- | ---------------------------- | --------------- | --------------------------------------------------------------------------- | --------- | ------ |
| 2002 | Teen Choice Awards           | Gilmore Girls   | Mejor actor de serie dramática                                              | Nominado  | [ 5 ]  |
| 2005 | Teen Choice Awards           | La casa de cera | Actor de cine revelación                                                    | Nominado  | [ 5 ]  |
| 2007 | Teen Choice Awards           | Supernatural    | Mejor actor de serie dramática                                              | Nominado  | [ 5 ]  |
| 2007 | Constellation Awards         | Supernatural    | Mejor actuación masculina en un episodio de ciencia ficción                 | Nominado  | [ 18 ] |
| 2008 | Constellation Awards         | Supernatural    | Mejor actuación masculina en un episodio de ciencia ficción                 | Ganador   | [ 18 ] |
| 2008 | SFX Awards                   | Supernatural    | Mejor actor de serie dramática                                              | Nominado  | [ 1 ]  |
| 2011 | Teen Choice Awards           | Supernatural    | Mejor actor de televisión de fantasía/ciencia ficción                       | Nominado  | [ 1 ]  |
| 2012 | Teen Choice Awards           | Supernatural    | Mejor actor de televisión de fantasía/ciencia ficción                       | Nominado  | [ 19 ] |
| 2013 | Teen Choice Awards           | Supernatural    | Mejor actor de televisión de fantasía/ciencia ficción                       | Nominado  | [ 20 ] |
| 2013 | Constellation Awards         | Supernatural    | Mejor actuación masculina en un episodio de ciencia ficción                 | Ganador   | [ 18 ] |
| 2013 | SFX Awards                   | Supernatural    | Mejor actor                                                                 | Nominado  | [ 5 ]  |
| 2013 | People's Choice Awards       | Supernatural    | Mejor actor de serie dramática                                              | Nominado  | [ 5 ]  |
| 2014 | People's Choice Awards       | Supernatural    | Mejor bromance de televisión (compartido con Jensen Ackles y Misha Collins) | Ganador   | [ 5 ]  |
| 2014 | People's Choice Awards       | Supernatural    | Mejor actor de televisión de fantasía/ciencia ficción                       | Nominado  | [ 5 ]  |
| 2015 | People's Choice Awards       | Supernatural    | Mejor actor de televisión de fantasía/ciencia ficción                       | Nominado  | [ 5 ]  |
| 2015 | People's Choice Awards       | Supernatural    | Mejor dúo en pantalla (compartido con Jensen Ackles)                        | Nominado  | [ 5 ]  |
| 2015 | Teen Choice Awards           | Supernatural    | Mejor actor de televisión de fantasía/ciencia ficción                       | Ganador   | [ 21 ] |
| 2016 | Teen Choice Awards           | Supernatural    | Mejor actor de televisión de fantasía/ciencia ficción                       | Nominado  | [ 22 ] |
| 2016 | Teen Choice Awards           | Supernatural    | Mejor química en televisión (compartido con Misha Collins)                  | Nominado  | [ 22 ] |
| 2019 | Teen Choice Awards           | Supernatural    | Mejor actor de televisión de fantasía/ciencia ficción                       | Ganador   | [ 23 ] |
| 2021 | Critics' Choice Super Awards | Supernatural    | Mejor Actor en una Serie de Horror                                          | Nominado  | [ 24 ] |